# Lomaptera heteropyga
Lomaptera heteropyga är en skalbaggsart som beskrevs av Moser 1926. Lomaptera heteropyga ingår i släktet Lomaptera och familjen Cetoniidae. Inga underarter finns listade i Catalogue of Life.